# اچ‌دی ۲۰۰۹۶۴
اچ‌دی ۲۰۰۹۶۴ یک ستاره است که در صورت فلکی اسب کوچک قرار دارد.